# Wodolej
Wodolej (bułg. Водолей) – wieś w Bułgarii, w obwodzie Wielkie Tyrnowo, w gminie Wielkie Tyrnowo. W 2024 roku liczyła 818 mieszkańców.